# Saint-Germain-de-Grave
Pour les articles homonymes, voir Saint-Germain.
Saint-Germain-de-Grave  (Sent German de Grava en gascon) est une commune du Sud-Ouest de la France, située dans le département de la Gironde (région Nouvelle-Aquitaine).

## Géographie

### Localisation
La commune est située au cœur de l'Entre-deux-Mers, à 44 km au sud-est de Bordeaux, chef-lieu du département, à 10 km au nord de Langon, chef-lieu d'arrondissement et à 8 km au nord de Saint-Macaire, ancien chef-lieu de canton.

### Communes limitrophes
Les communes limitrophes sont Mourens au nord-nord-est, Saint-Martial à l'est, Saint-André-du-Bois au sud-est, Semens au sud-ouest, Monprimblanc à l'ouest et Donzac au nord-ouest.
| Donzac       |                        | Mourens             |
| Monprimblanc | Saint-Germain-de-Grave | Saint-Martial       |
| Semens       |                        | Saint-André-du-Bois |

### Climat
Pour des articles plus généraux, voir Climat de la Nouvelle-Aquitaine et Climat de la Gironde.
Historiquement, la commune est exposée à un climat océanique aquitain.  
En 2020, Météo-France publie une typologie des climats de la France métropolitaine dans laquelle la commune est exposée à un climat océanique et est dans la région climatique  Aquitaine, Gascogne, caractérisée par une pluviométrie abondante au printemps, modérée en automne, un faible ensoleillement au printemps, un été chaud (19,5 °C), des vents faibles, des brouillards fréquents en automne et en hiver et des orages fréquents en été (15 à 20 jours).
Pour la période 1971-2000, la température annuelle moyenne est de 13,2 °C, avec une amplitude thermique annuelle de 14,8 °C. Le cumul annuel moyen de précipitations est de 826 mm, avec 11,2 jours de précipitations en janvier et 6,8 jours en juillet. Pour la période 1991-2020, la température moyenne annuelle observée sur la station météorologique la plus proche, située sur la commune de Saint-Sulpice-de-Pommiers à 10 km à vol d'oiseau, est de 13,8 °C et le cumul annuel moyen de précipitations est de 764,8 mm,. Pour l'avenir, les paramètres climatiques de la commune estimés pour 2050 selon différents scénarios d’émission de gaz à effet de serre sont consultables sur un site dédié publié par Météo-France en novembre 2022.

## Urbanisme

### Typologie
Au 1er janvier 2024, Saint-Germain-de-Grave est catégorisée commune rurale à habitat très dispersé, selon la nouvelle grille communale de densité à sept niveaux définie par l'Insee en 2022.
Elle est située hors unité urbaine et hors attraction des villes,.

### Occupation des sols

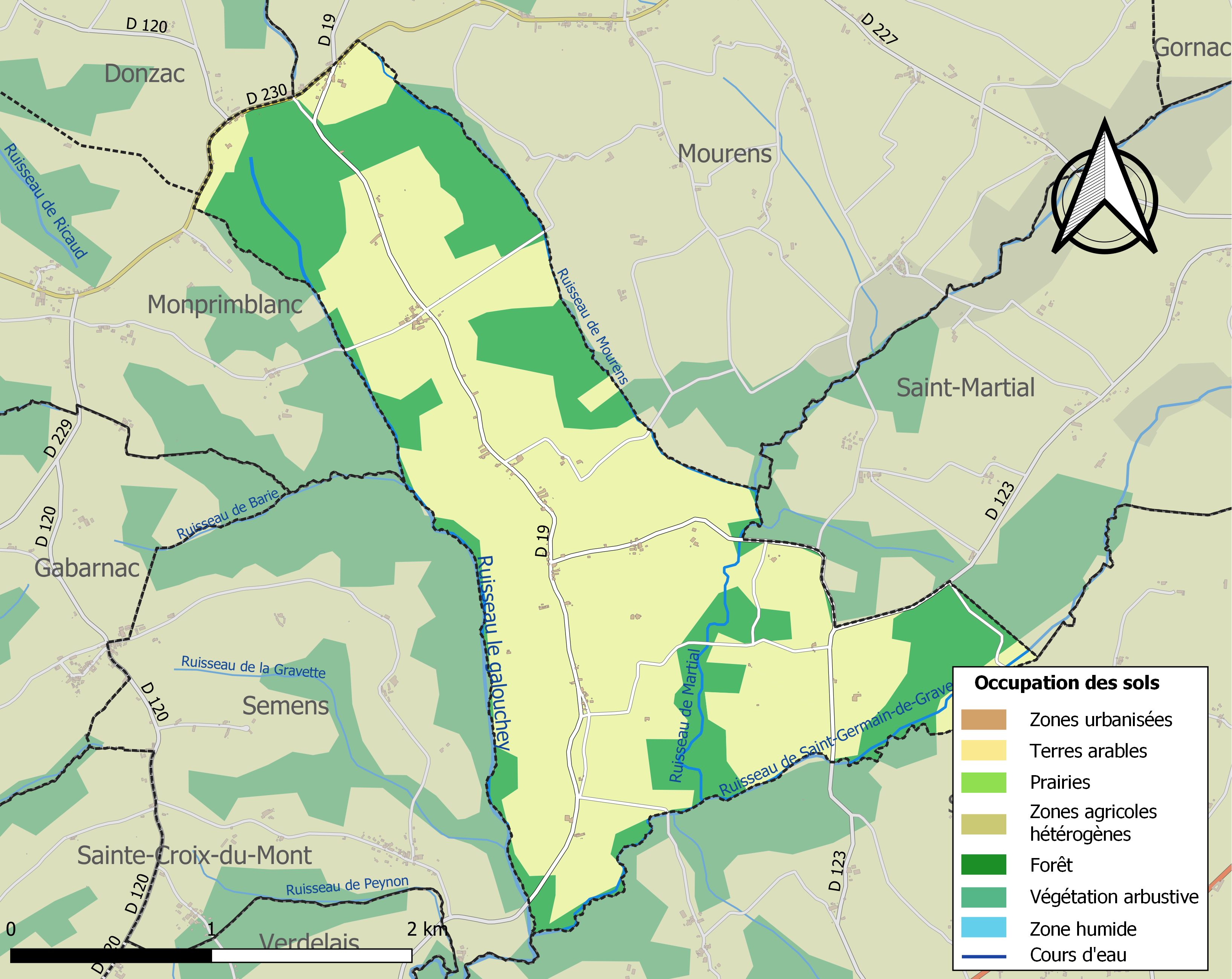
Carte des infrastructures et de l'occupation des sols de la commune en 2018 (CLC).

L'occupation des sols de la commune, telle qu'elle ressort de la base de données européenne d’occupation biophysique des sols Corine Land Cover (CLC), est marquée par l'importance des territoires agricoles (69,1 % en 2018), en diminution par rapport à 1990 (72,8 %). La répartition détaillée en 2018 est la suivante : 
cultures permanentes (65 %), forêts (30,9 %), terres arables (4,1 %). L'évolution de l’occupation des sols de la commune et de ses infrastructures peut être observée sur les différentes représentations cartographiques du territoire : la carte de Cassini (XVIIIe siècle), la carte d'état-major (1820-1866) et les cartes ou photos aériennes de l'IGN pour la période actuelle (1950 à aujourd'hui).

### Voies de communication et transports
La principale voie de communication routière qui traverse la commune est la route départementale D19, d'intérêt local, qui mène au nord vers Mourens et Arbis et au sud vers Verdelais et Saint-Macaire.
L'autoroute la plus proche est l'autoroute A62 (Bordeaux-Toulouse) dont l'accès  3 Langon est distant de 11 km vers le sud-sud-ouest.

L'accès  Bazas à l'autoroute A65 (Langon-Pau) se situe à 23 km vers le sud.
La gare SNCF la plus proche est celle, distante de 9,5 km vers le sud-sud-ouest, de Langon sur la Bordeaux-Sète du TER Nouvelle-Aquitaine.

### Risques majeurs
Le territoire de la commune de Saint-Germain-de-Grave est vulnérable à différents aléas naturels : météorologiques (tempête, orage, neige, grand froid, canicule ou sécheresse) et séisme (sismicité très faible). Un site publié par le BRGM permet d'évaluer simplement et rapidement les risques d'un bien localisé soit par son adresse soit par le numéro de sa parcelle.

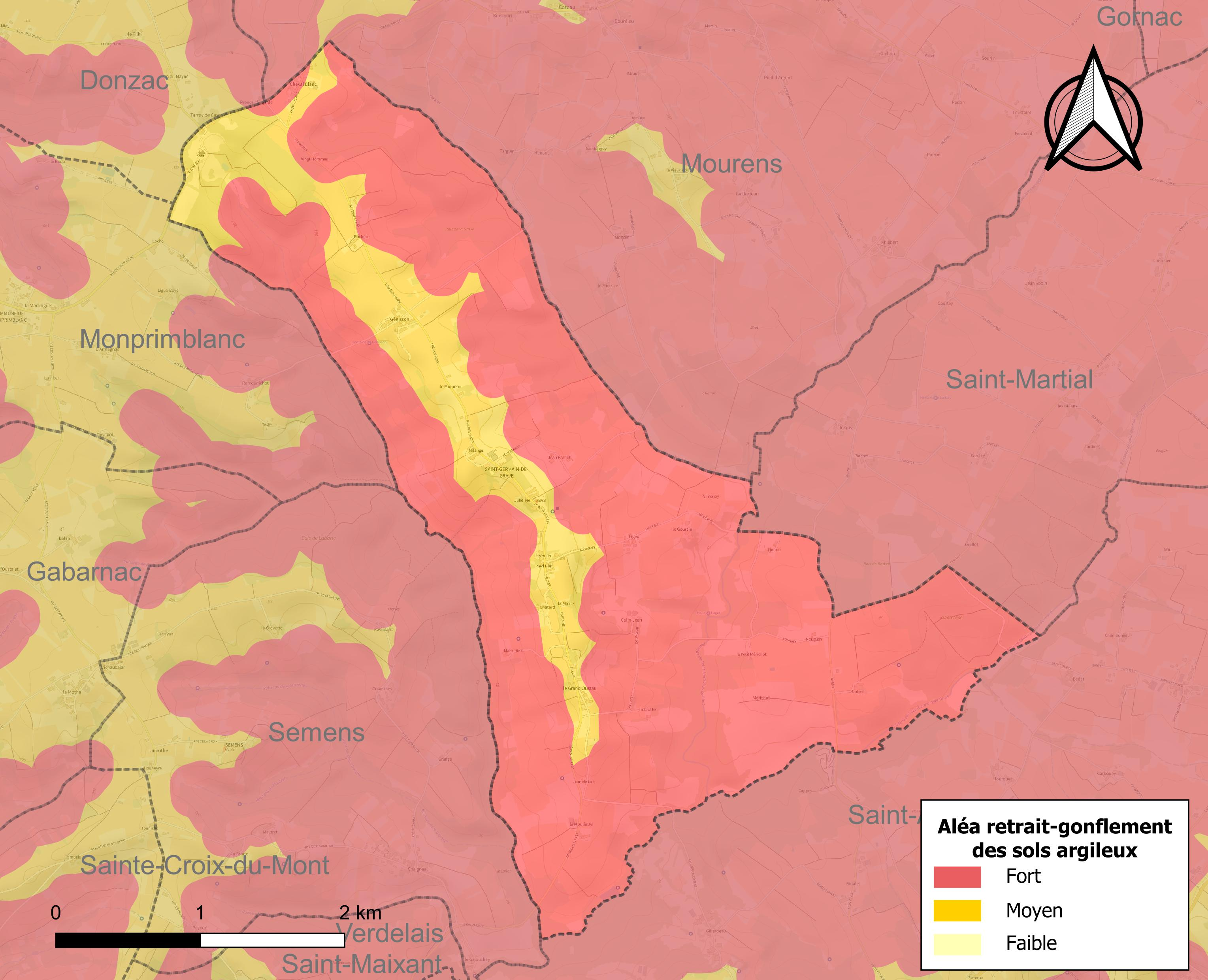
Carte des zones d'aléa retrait-gonflement des sols argileux de Saint-Germain-de-Grave.

Le retrait-gonflement des sols argileux est susceptible d'engendrer des dommages importants aux bâtiments en cas d’alternance de périodes de sécheresse et de pluie. La totalité de la commune est en aléa moyen ou fort (67,4 % au niveau départemental et 48,5 % au niveau national). Sur les 71 bâtiments dénombrés sur la commune en 2019, 71 sont en aléa moyen ou fort, soit 100 %, à comparer aux 84 % au niveau départemental et 54 % au niveau national. Une cartographie de l'exposition du territoire national au retrait gonflement des sols argileux est disponible sur le site du BRGM,.
La commune a été reconnue en état de catastrophe naturelle au titre des dommages causés par les inondations et coulées de boue survenues en 1982, 1991, 1992, 1999 et 2009, par la sécheresse en 2003 et par des mouvements de terrain en 1999.

## Histoire
À la Révolution, la paroisse Saint-Germain-de-Graoux (ou de-Grave) forme la commune de Saint-Germain-de-Graoux qui devient ensuite Saint-Germain-de-Grave,.

## Politique et administration
| Période                                  | Période  | Identité           | Étiquette | Qualité     |
| ---------------------------------------- | -------- | ------------------ | --------- | ----------- |
| Les données manquantes sont à compléter. |          |                    |           |             |
| avant 1995                               | ?        | Jacqueline Arrivet | DVD       |             |
| mars 2008                                | 2020     | Xavier Dumartin    |           | Agriculteur |
| 2020                                     | En cours | Denis Chaussié     |           |             |

## Démographie
L'évolution du nombre d'habitants est connue à travers les recensements de la population effectués dans la commune depuis 1793. Pour les communes de moins de 10 000 habitants, une enquête de recensement portant sur toute la population est réalisée tous les cinq ans, les populations de référence des années intermédiaires étant quant à elles estimées par interpolation ou extrapolation. Pour la commune, le premier recensement exhaustif entrant dans le cadre du nouveau dispositif a été réalisé en 2005.

En 2022, la commune comptait 147 habitants, en évolution de −8,12 % par rapport à 2016 (Gironde : +6,91 %, France hors Mayotte : +2,11 %).
| 1793 | 1800 | 1806 | 1821 | 1831 | 1836 | 1841 | 1846 | 1851 |
| ---- | ---- | ---- | ---- | ---- | ---- | ---- | ---- | ---- |
| 306  | 300  | 322  | 329  | 320  | 324  | 306  | 330  | 315  |

| 1856 | 1861 | 1866 | 1872 | 1876 | 1881 | 1886 | 1891 | 1896 |
| ---- | ---- | ---- | ---- | ---- | ---- | ---- | ---- | ---- |
| 294  | 315  | 349  | 350  | 316  | 271  | 265  | 253  | 266  |

| 1901 | 1906 | 1911 | 1921 | 1926 | 1931 | 1936 | 1946 | 1954 |
| ---- | ---- | ---- | ---- | ---- | ---- | ---- | ---- | ---- |
| 271  | 274  | 297  | 267  | 240  | 240  | 218  | 225  | 221  |

| 1962 | 1968 | 1975 | 1982 | 1990 | 1999 | 2005 | 2006 | 2010 |
| ---- | ---- | ---- | ---- | ---- | ---- | ---- | ---- | ---- |
| 197  | 193  | 169  | 171  | 145  | 155  | 158  | 152  | 144  |

| 2015 | 2020 | 2022 | - | - | - | - | - | - |
| ---- | ---- | ---- | - | - | - | - | - | - |
| 168  | 152  | 147  | - | - | - | - | - | - |

## Culture locale et patrimoine

### Lieux et monuments
- Église Saint-Germain

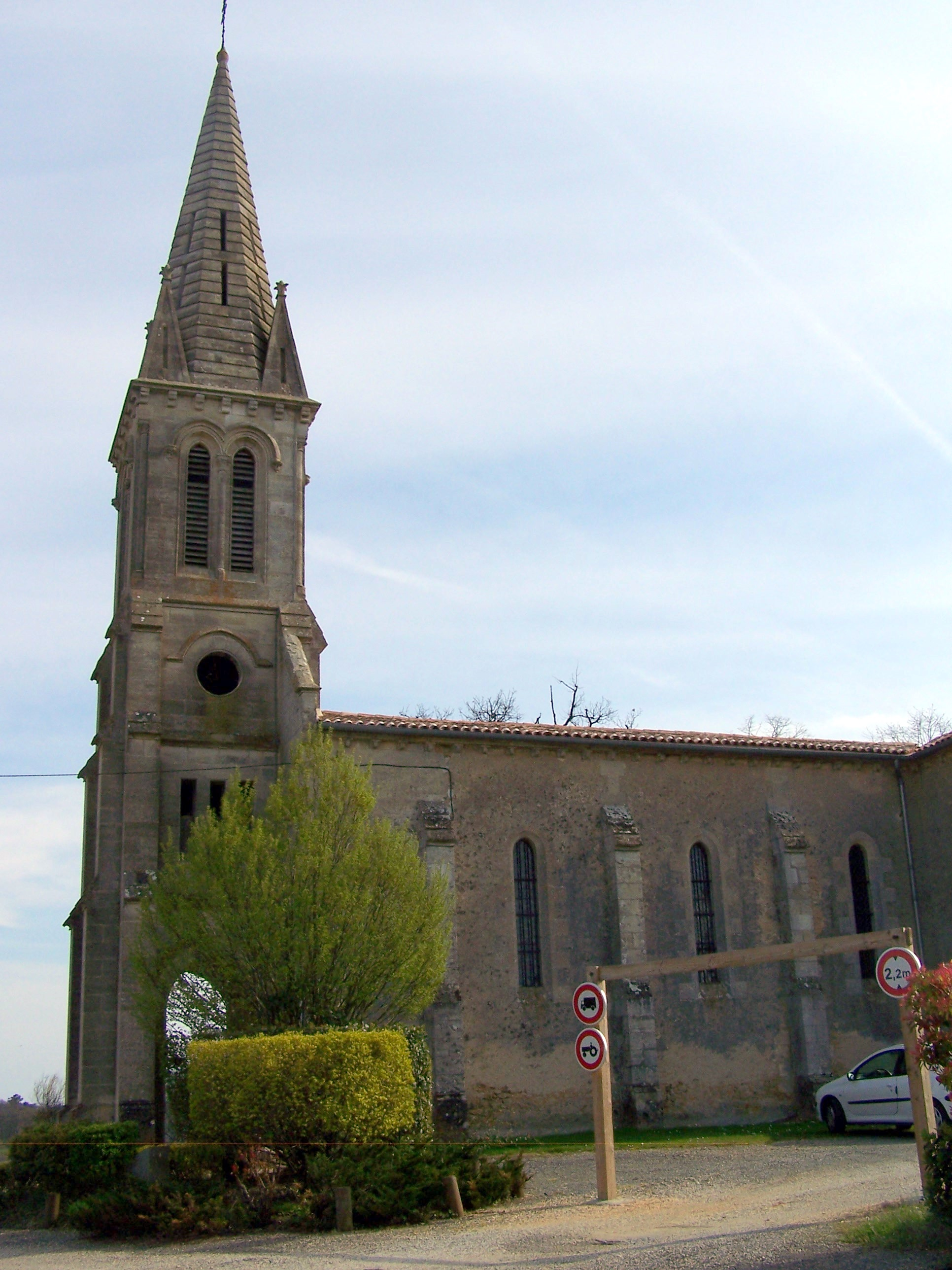
L'église Saint-Germain (avr. 2010)
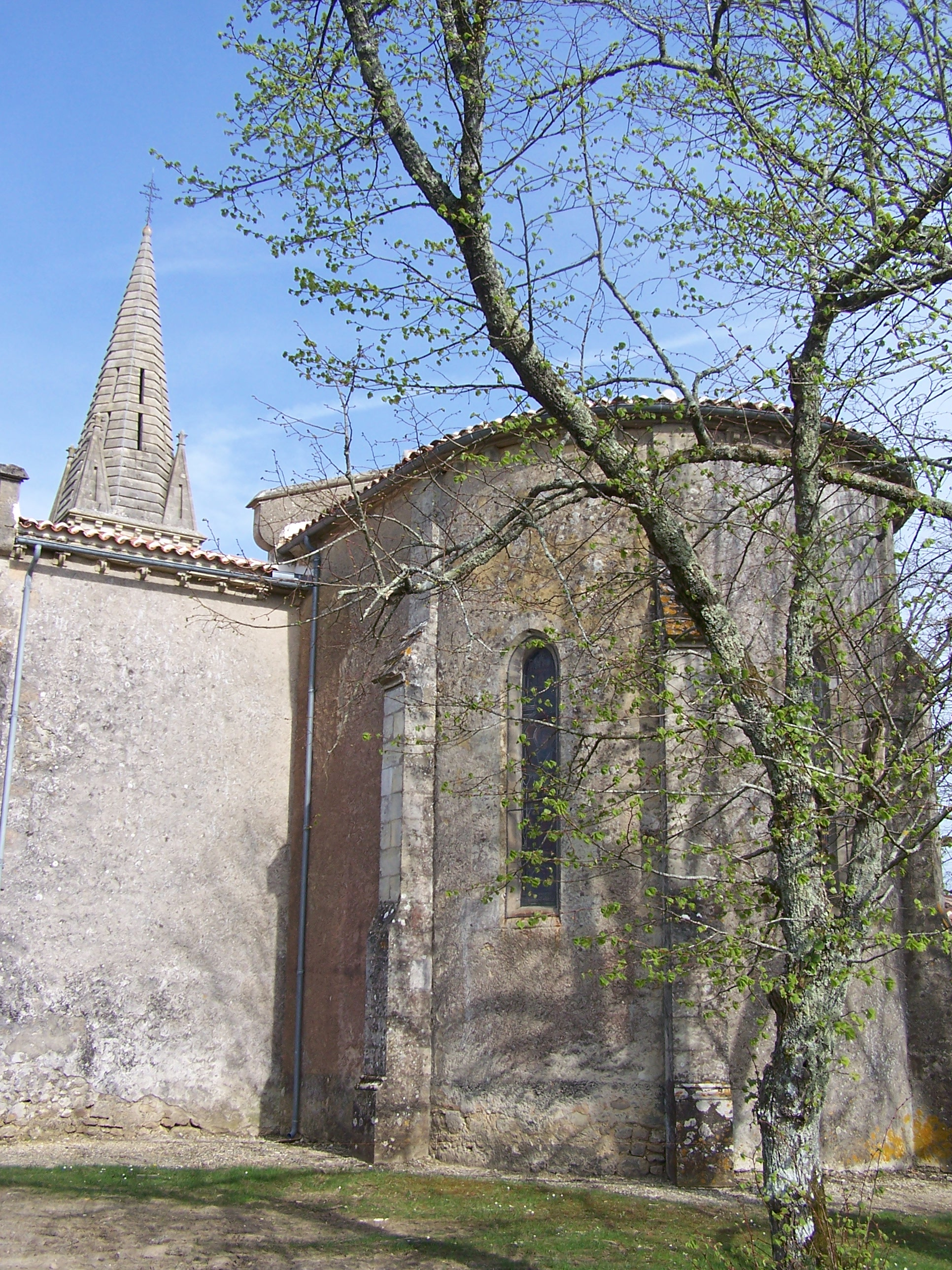
Le chevet de l'église (avr. 2010)
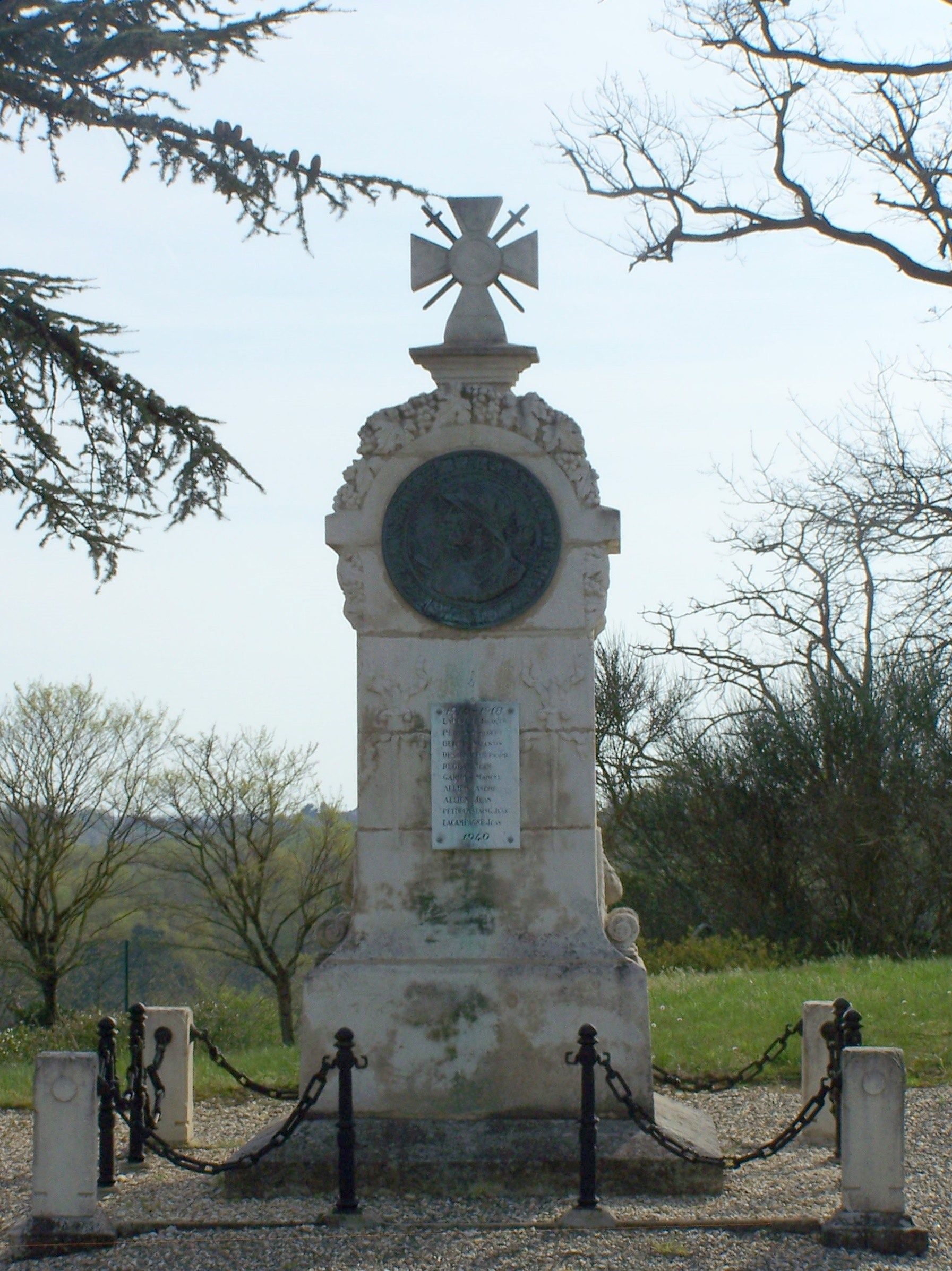
Le monument aux morts près de l'église (avr. 2010)

### Personnalités liées à la commune
- Pierre Jannet (1820-1870), bibliophile né dans la commune.

### Héraldique
| Blason de Saint-Germain-de-Grave | Blason  | Tiercé en pairle renversé : au 1er de gueules à la volute de crosse d'or, au 2e d'or à la grappe de raisin de pourpre tigée et feuillée au naturel, au 3e d'azur à trois fasces ondées d'argent.                                         |
| Blason de Saint-Germain-de-Grave | Détails | Les pampres et le raisin pour la viticulture, les ondes pour les ruisseaux qui arrosent la commune et la volute de crosse, attribut de saint Germain. Armoiries composées par Jean-François Binon, adoptées par la municipalité en 2019. |